# Taxi 2
Taxi 2 és una pel·lícula francesa dirigida per Gérard Krawczyk i estrenada el 2000. Ha estat doblada al català. És una seqüela de Taxi Express escrita per Luc Besson i dirigida per Gérard Pirès el 1998. Krawczyk va dirigir igualment les seqüeles Taxi 3 el 2003 i Taxi 4 el 2007.

## Argument
Taxi 2 explica la història del ministre de Defensa japonès que visita Marsella per conèixer les tècniques anti-gàngster dels policies de la ciutat. No obstant això, durant la visita és segrestat per un grup que treballa pels yakuza. El jove agent Emilien (interpretat per Frédéric Diefenthal) és designat per rescatar el ministre i l'agent i promesa Petra (Emma Sjöberg), també segrestada, i retornar l'honor al seu departament. Una altra vegada, el ràpid conductor de taxi Daniel (Samy Naceri) és cridat per ajudar-lo amb els seus dots de conducció en el seu Peugeot 406.

## Repartiment
- Samy Naceri: Daniel Morales
- Frédéric Diefenthal: Émilien Coutant-Kerbalec
- Marion Cotillard: Lilly Bertineau
- Manuela Gourary: Camille Coutant-Kerbalec
- Emma Sjöberg: Petra
- Bernard Farcy: Commissaire Gérard Gibert
- Jean-Christophe Bouvet: General Edmond Bertineau
- Frédérique Tirmont: Sra. Bertineau
- Tsuyu Shimizu: Yuli
- Édouard Montoute: Alain Trésor
- Yoshi Oida: Yuki Tsumoto

## Producció
Luc Besson va ser investigat per les autoritats després de la mort d'un càmera durant el rodatge. Un Peugeot 406 havia de caure damunt d'una pila de cartrons després d'una seqüència, però va fallar i va copejar diversos membres de l'equip. El cámera va morir a causa de danys interns i un altre càmera es va trencar les dues cames. El coordinador d'efectes especials Rémy Julienne va rebre una sentència de 18 mesos de presó i una multa de 13.000 euros. Luc Besson, Grenet i el director Gerard Krawczyk van quedar lliures de tot càrrec. El Mitsubishi Lancer Evolution VI també és un cotxe conduït pels Yakuza.